# Clostridium perfringens
Clostridium perfringens (anteriormente conhecida como Clostridium welchii) é uma bactéria, em forma de bastão, anaeróbica e formadora de esporos. A C. perfringens está onipresente na natureza podendo ser encontrada como um componente normal da vegetação apodrecida, sedimentos marinhos, trato intestinal de seres humanos e outros vertebrados, insetos, e do solo. Essa bactéria pode causar enterite quando presente em alimentos contaminados e a gangrena gasosa, quando afeta feridas expostas e cirúrgicas. Período de incubação: 6 a 24 horas.